# Acronicta bercei
Acronicta bercei är en fjärilsart som beskrevs av Sand. Acronicta bercei ingår i släktet Acronicta och familjen nattflyn. Inga underarter finns listade i Catalogue of Life.